# Galina Fiodorova
Pour les articles homonymes, voir Fiodorov.
Galina Mikhaïlovna Fiodorova (en russe : Галина Михайловна Фёдорова) est une ancienne joueuse de volley-ball russe née le 25 avril 1991. Elle mesure 1,70 m et jouait au poste de libero.

## Clubs
| Club            | De        | À         |
| --------------- | --------- | --------- |
| Stinol Lipetsk  | 2006-2007 | 2007-2008 |
| Indesit Lipetsk | 2008-2009 | 2011-2012 |
| Proton Balakovo | 2012-2013 | 2013-2014 |